# Margarites pupillus
Margarites pupillus är en snäckart som först beskrevs av Gould 1849.  Margarites pupillus ingår i släktet Margarites och familjen pärlemorsnäckor. Inga underarter finns listade i Catalogue of Life.